# Astropecten spinulosus
Astropecten spinulosus (Philippi, 1837) è una stella marina della famiglia Astropectinidae.

## Habitat e distribuzione
Endemica del Mar Mediterraneo, vive su tutti i fondali mobili e predilige i fondali sabbiosi in prossimità di praterie di Posidonia oceanica, di Cymodocea nodosa e di Caulerpa, da 2 fino a circa 50-60 metri di profondità.

## Descrizione

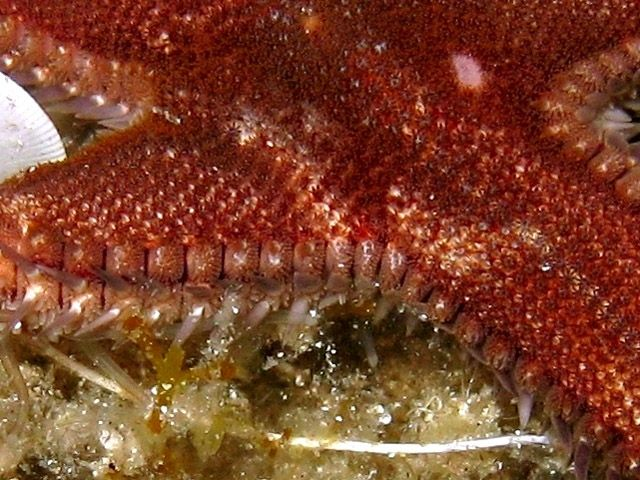
Dettaglio delle placche marginali dorsali poco più alte che larghe con aculei piccoli

Ha le placche marginali dorsali molto basse (l'altezza della faccia laterale verticale della placca è poco più grande della larghezza della placca), ricoperte totalmente da squame e aculei molto piccoli tanto che di norma solo da 1 a 3 di essi, posti nella sommità della placca, sono sviluppati a sufficienza da essere considerati veri e propri aculei. Questi aculei non sono facilmente visibili anche perché hanno sempre lo stesso colore marrone delle placche (che può essere della stessa tonalità del lato aborale oppure più chiaro). Le placche marginali ventrali hanno degli aculei abbastanza lunghi e appuntiti di un tipico colore blu-violaceo. È una stella che ha un aspetto piuttosto esile, talvolta con l'estremità delle braccia arrotondate. Il lato aborale ha sempre tonalità scure di colore bruno o bruno-rossastro, più di rado olivastro. È una specie molto agile ed l'unica che si può incontrare normalmente anche su fondali duri, in grotte oppure arrampicata sulla posidonia. Ha dimensioni abbastanza ridotte, comunemente 6–8 cm e raggiunge al massimo poco meno di 10 cm di diametro.
È una stella che si può distinguere dalle placche marginali dorsali non molto alte, dal colore degli aculei delle placche marginali ventrali, dal colore del lato aborale e dalla dimensione. Anche questa specie può talvolta essere confusa con Astropecten platyacanthus.

## Comportamento
È una specie tipicamente notturna e sono estremamente rari gli incontri già al tramonto.

## Specie affini
Nel Mediterraneo vivono altre cinque specie di Astropecten: Astropecten aranciacus, Astropecten irregularis, Astropecten bispinosus, Astropecten jonstoni, Astropecten platyacanthus.

## Galleria d'immagini

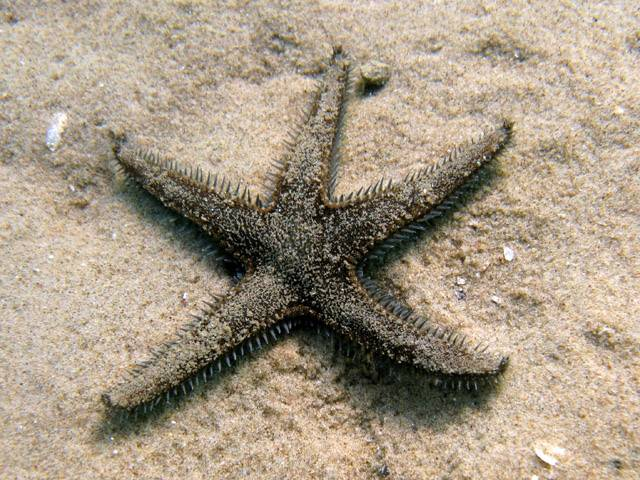
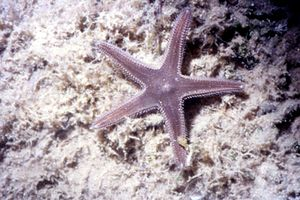
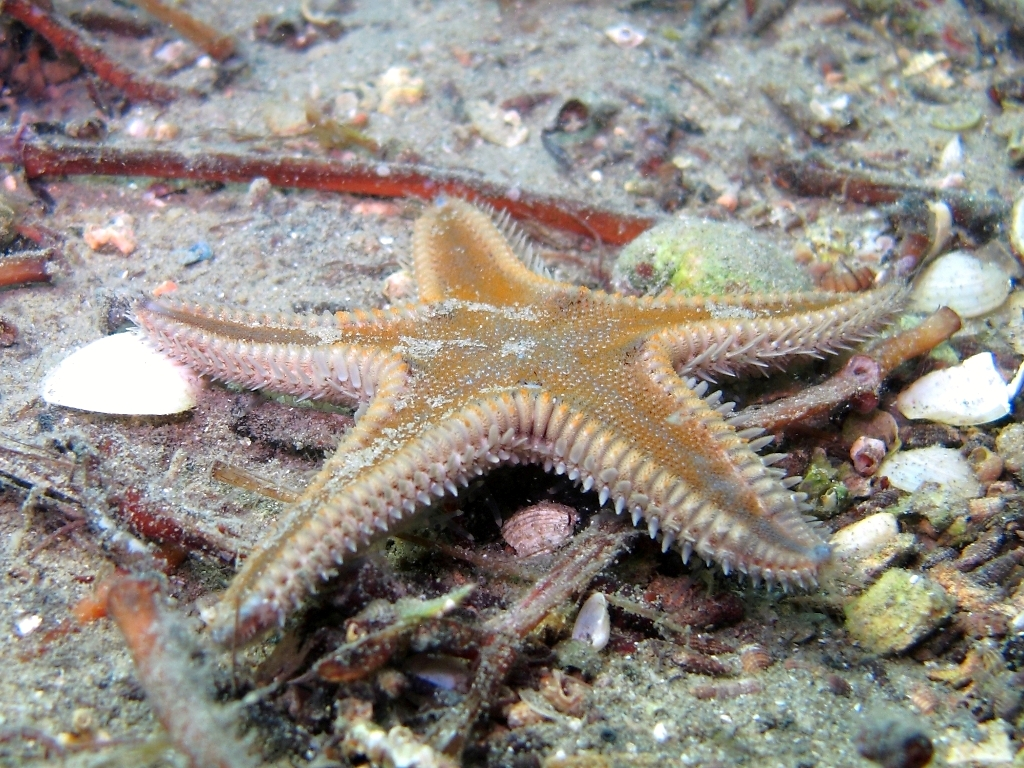
Astropecten spinulosus